# Toast

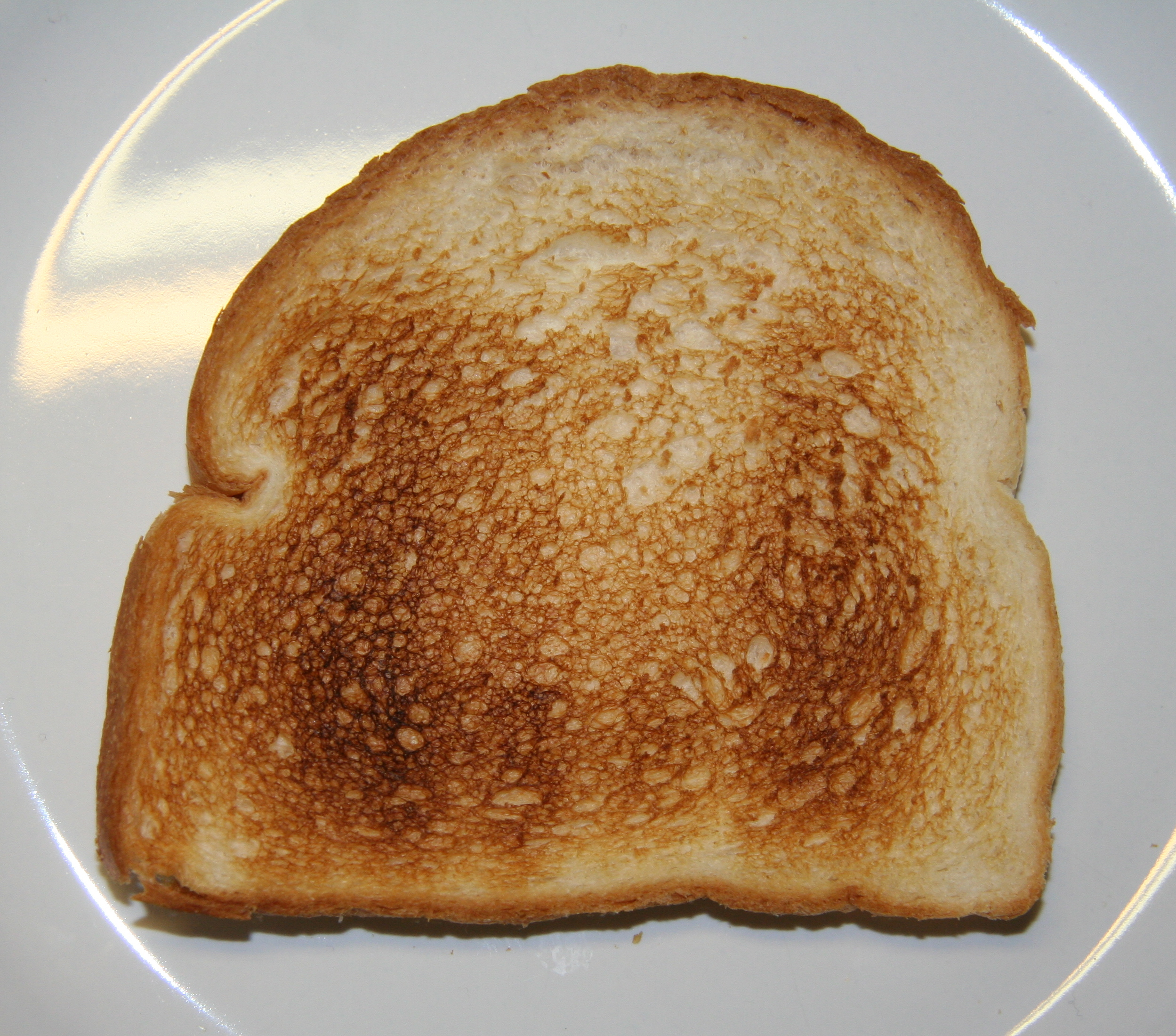
Toast

Toast [toust] nebo počeštěle toust je plátek toastového chleba nebo pšeničné veky opečený v toustovači, na grilu nebo na pánvi. Toustový chléb je prodáván jako polotovar (je ho potřeba opéct) jinak postrádá správnou chuť. Jeho zlatavý nebo nahnědlý povrch je výsledkem Maillardovy reakce. Toast se podává zpravidla se sýrem nebo šunkou. Tento pokrm pochází z Anglie.